# Douala II
Douala II (ou Douala 2e) est une commune d'arrondissement de la communauté urbaine de Douala, département du Wouri dans la région du Littoral au sud du Cameroun. La mairie  a pour siège le quartier New Bell.

## Géographie
Il s'étend au nord-ouest du carrefour des deux églises puis à la route de Japoma qui marque la limite avec Douala I, il est limité à l'est par Douala I et à l'ouest par la commune de Douala III, au sud il s'étend jusqu'aux mangroves de Douala VI au sud du port de pêche de Youpwé et du Bois des singes.
| Douala I | Douala I  |            |
| Douala I | Douala II | Douala III |
|          | Douala VI |            |

## Histoire
La commune d'arrondissement est créée en 1987.

## Administration
Elle est dirigée par un maire depuis 1987.
| Période     | Identité                 | Parti | Notes   |
| ----------- | ------------------------ | ----- | ------- |
| depuis 2007 | Denise Fampou Tchaptchet | RDPC  | avocate |
| 2002 - 2007 | Abraham Tchato           | RDPC  |         |
| 1996 - 2002 | Jean-Paul Lozenou Nana   | SDF   |         |
| 1987 - 1996 | Dagobert Fampou          | RDPC  |         |

## Quartiers
La commune est constituée de 33 quartiers dont :
- Aéroport
- Babylone I
- Babylone II
- Bonadouma
- Congo
- Kassalafam
- Lagos Market
- Lycée de New-Bell
- Mbam Ewondo
- Ndjong-Mebi
- Nkololoum
- Ngangue
- Prison
- Sabenjongo
- Source, T.S.F.
- Youpwé

## Enseignement
L'arrondissement de Douala II compte 5 établissements secondaires publics dont 5 lycées, 4 sont francophones et un bilingue.
- Lycée bilingue de New-Bell
- Lycée technique de Bonadoumbe
- Lycée technique de Douala Akwa
- Lycée technique de Douala Bassa
- Lycée TSF Mongo Joseph

L'enseignement secondaire privé, notamment confessionnel est représenté par :
- Sacred Heart College

## Édifices

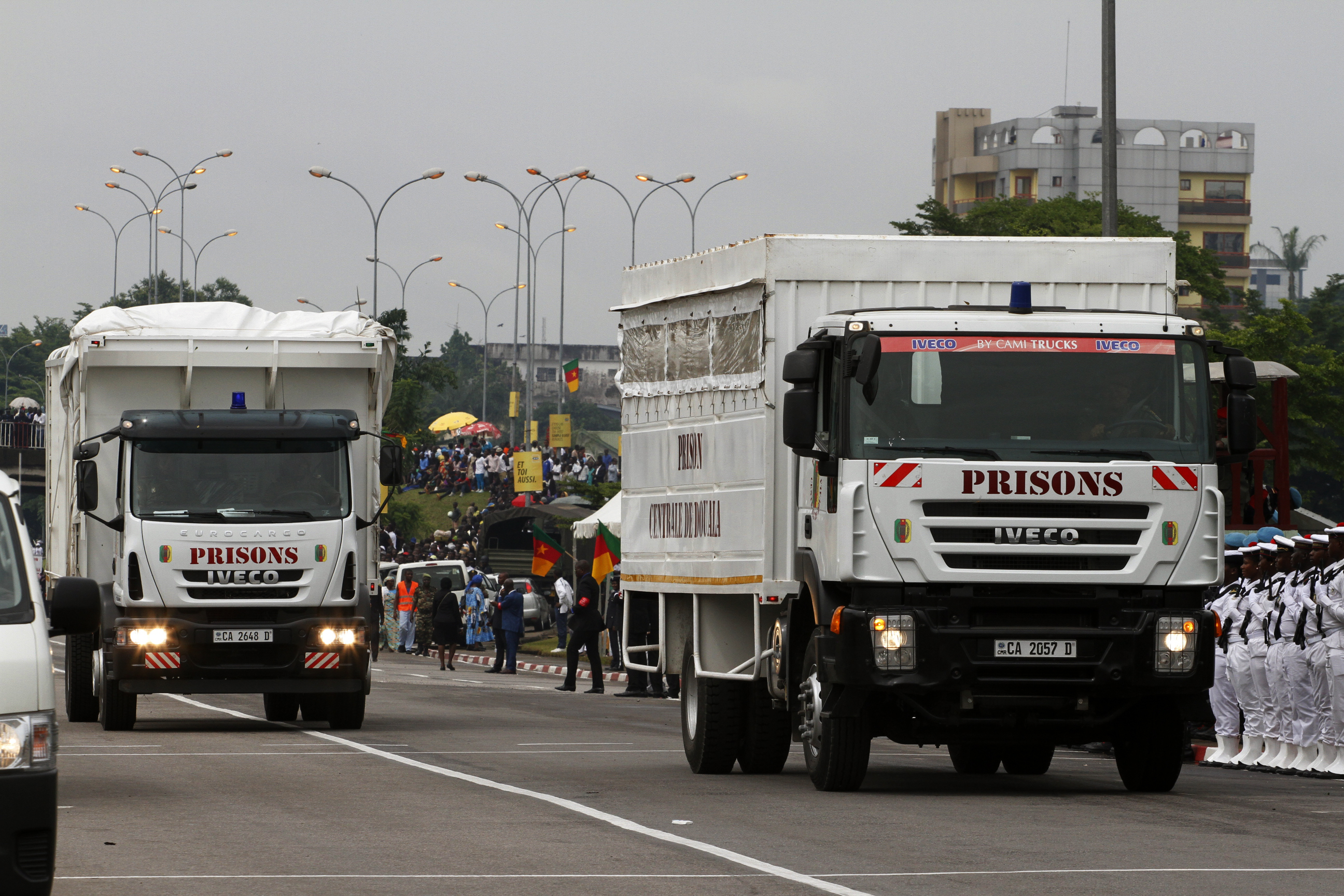
Véhicules de convoi des prisonniers de la prison centrale de Douala

- Prison centrale de New BellVéhicules de convoi des prisonniers de la prison centrale de Douala

## Cultes

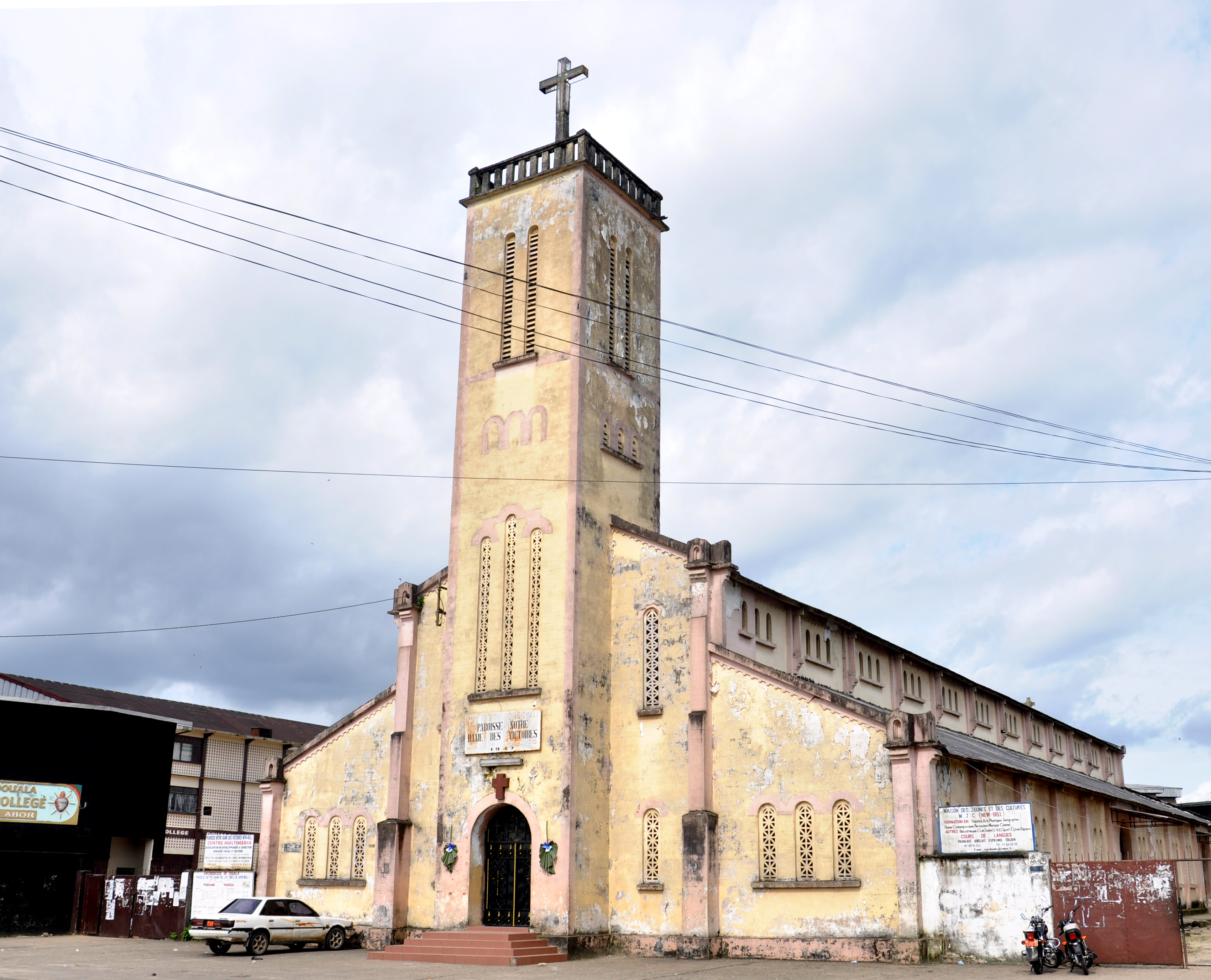
Église Notre-Dame des Victoires de New Bell

Plusieurs lieux de cultes sont présents dans l'arrondissement tels les églises catholiques, les temples protestants et les mosquées musulmanes. Les paroisses catholiques, Notre-Dame-du-Mont-Carmel, Holy Trinity, Notre-Dame-des-Victoires, Sacré-Cœur, Notre-Dame-des-Sept-Douleurs, Saint-Luc de New Bell Source relèvent de l'Archidiocèse de Douala. Les temples, tels que EEC New-Bell Aviation, UEBC Béthel Akwa, EPC New-Bell Bassanguen, MEEC New-Bell représentent diverses dénominations protestantes. Le culte musulman est établi dans plusieurs mosquées centrales de New-Bell, Al Ittihad, Al Hikma.

## Économie

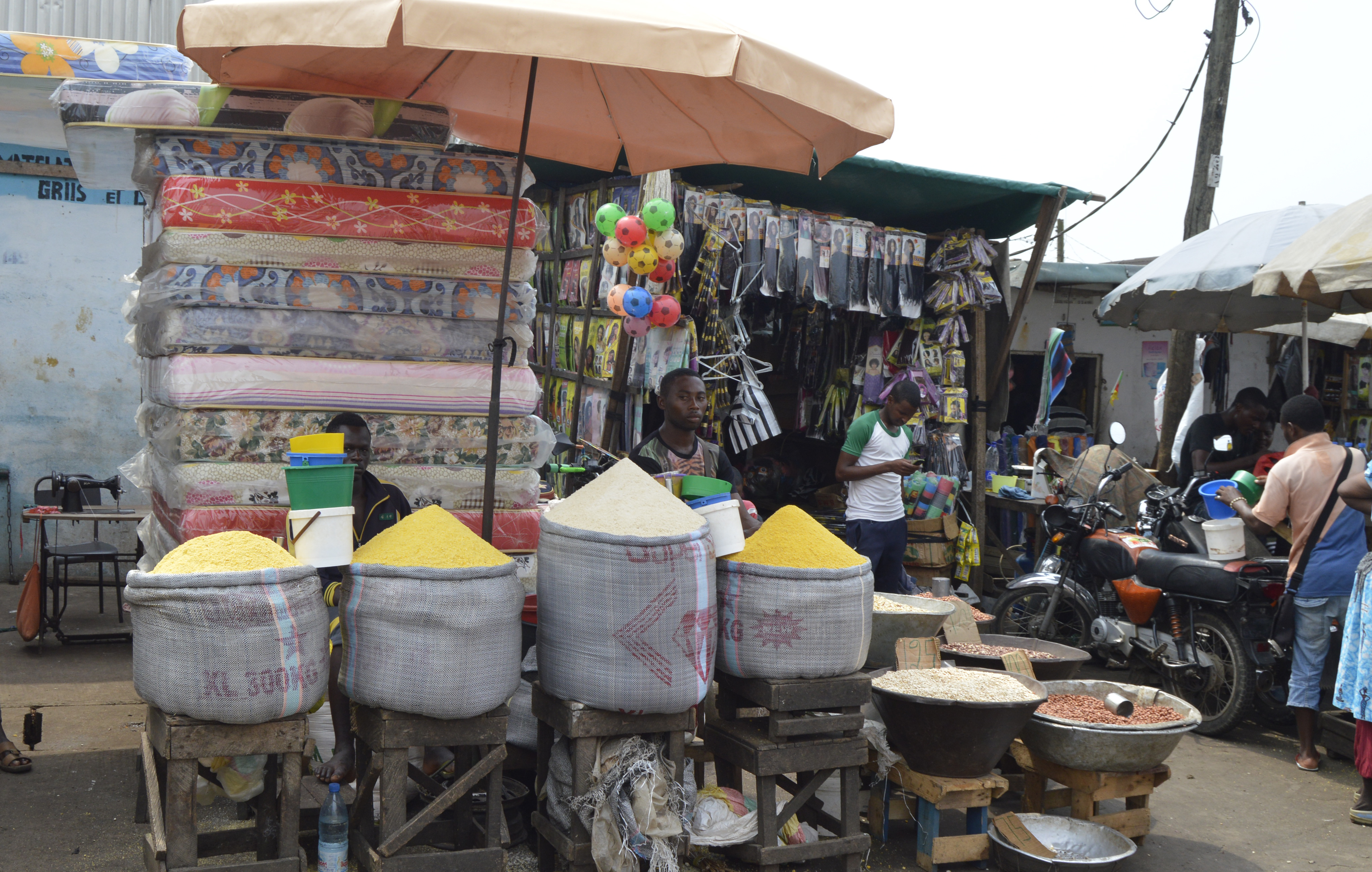
Marché central

- Marché central de Douala, marché Congo
- Marché de Nkololoun
- Aéroport International de Douala
- Port de pêche artisanale et marché aux poissons de Youpwé.

## Transports

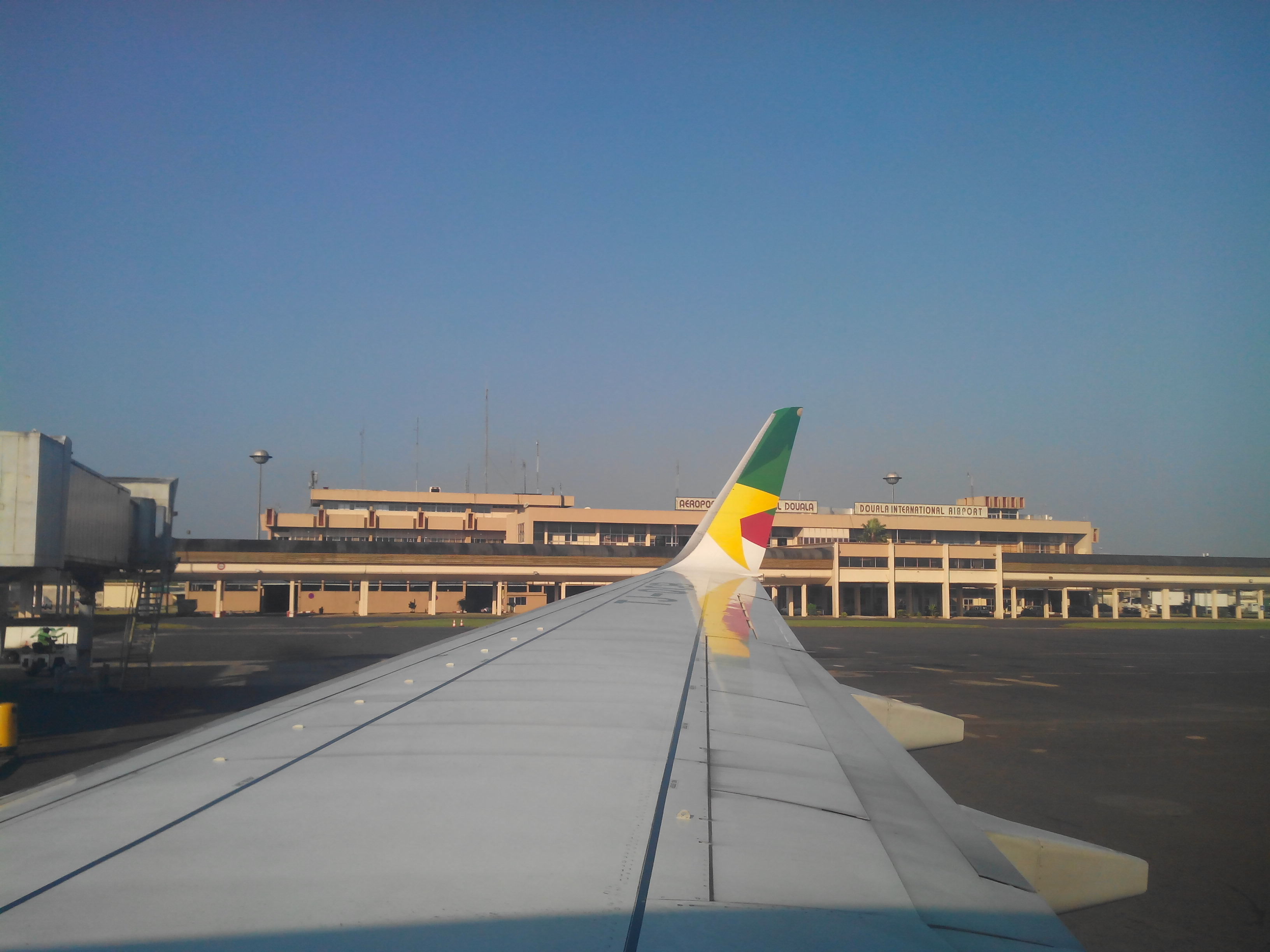
Aéroport international de Douala

- L'aéroport international de Douala s'étend au sud-est de la commune d'arrondissement.

## Sports
Le club de football de l'Union sportive de Douala, basé dans le quartier de New-Bell et fondé en 1955, évolue dans l'élite du football camerounais depuis la création du Championnat du Cameroun de football.